# Capital City 200 1961
Capital City 200 1961 var ett stockcarlopp ingående i Nascar Grand National Series (nuvarande Nascar Cup Series) som kördes 10 september 1961 på den 0,5 mile (805 meter) långa ovalbanan Atlantic Rural Fairgrounds i Richmond i Virginia. Totalt avverkades 125 miles (201,168 km) fördelat på 250 varv. Banunderlaget var dirt. Loppet vanns av Joe Weatherly i en Pontiac på tiden 1:43.40 körande för Bud Moore Engineering. Weatherlys snitthastighet var 61,677 mph. Prispotten uppgick till 6 115 dollar, varav 1 350 dollar gick till segraren.

## Resultat
| Plc     | Nr  | Förare           | Team/ bilägare        | Konstruktör | Start | Varv | Ledda varv |
| ------- | --- | ---------------- | --------------------- | ----------- | ----- | ---- | ---------- |
| 1       | 8   | Joe Weatherly    | Bud Moore Engineering | Pontiac     | 7     | 250  | 101        |
| 2       | 27  | Junior Johnson   | Rex Lovette           | Pontiac     | 1     | 250  | 120        |
| 3       | 4   | Rex White        | Rex White             | Chevrolet   | 5     | 249  | 0          |
| 4       | 11  | Ned Jarrett      | B.G. Holloway         | Chevrolet   | 2     | 249  | 0          |
| 5       | 44  | Jim Paschal      | Julian Petty          | Pontiac     | 12    | 248  | 28         |
| 6       | 85  | Emanuel Zervakis | Monroe Shook          | Chevrolet   | 4     | 246  | 0          |
| 7       | 66  | Bill Morgan      | Ratus Walters         | Ford        | 3     | 239  | 0          |
| 8       | 61  | Elmo Langley     | Doc White             | Ford        | 19    | 224  | 0          |
| 9       | 19  | Herman Beam      | Herman Beam           | Ford        | 9     | 223  | 0          |
| 10      | 48  | G.C. Spencer     | GC Spencer Racing     | Chevrolet   | 17    | 219  | 0          |
| 11      | 23  | Doug Yates       | Raeford Johnson       | Plymouth    | 11    | 217  | 0          |
| 12      | 17  | Fred Harb        | Fred Harb             | Ford        | 23    | 215  | 0          |
| 13      | 119 | Al Disney        | i.u.                  | Buick       | 14    | 214  | 0          |
| 14      | 34  | Wendell Scott    | Scott Racing          | Chevrolet   | 10    | 201  | 0          |
| 15      | 86  | Buck Baker       | Buck Baker Racing     | Chrysler    | 13    | 189  | 0          |
| 16      | 36  | Larry Thomas     | Wade Younts           | Chevrolet   | 20    | 176  | 0          |
| 17      | 6   | Cotton Owens     | Owens Racing          | Pontiac     | 6     | 171  | 1          |
| 18      | 42  | Richard Petty    | Petty Enterprises     | Plymouth    | 8     | 157  | 0          |
| 19      | 74  | L.D. Austin      | L.D. Austin           | Chevrolet   | 18    | 155  | 0          |
| 20      | 57  | Harvey Henderson | J.I. Divers           | Chevrolet   | 21    | 153  | 0          |
| 21      | 90  | Johnny Roberts   | Donlavey Racing       | Ford        | 15    | 113  | 0          |
| 22      | 112 | Ronnie Fones     | i.u.                  | Chevrolet   | 22    | 82   | 0          |
| 23      | 5   | Jimmy Pardue     | i.u.                  | Chevrolet   | 24    | 70   | 0          |
| 24      | 71  | Bob Barron       | Bob Barron            | Dodge       | 25    | 63   | 0          |
| 25      | 62  | Curtis Crider    | Curtis Crider         | Mercury     | 16    | 7    | 0          |
| Källor: |     |                  |                       |             |       |      |            |